# Räuberhände
Räuberhände ist ein Roman von Finn-Ole Heinrich aus dem Jahr 2007.

## Inhalt
Der Roman handelt von den Freunden Janik und Samuel, die aus unterschiedlichen sozialen Verhältnissen stammen. Janik und Samuel reisen nach Istanbul. Samuels geheimes Ziel ist es, seinen unbekannten Vater zu finden. Zunächst unternehmen sie lange Spaziergänge. Zur Finanzierung ihres Aufenthaltes wollen sie ein Geschäft eröffnen.
Janik fühlt sich während des Aufenthalts unsicher und unbehaglich. Dann wird Samuel krank, hat zwei Wochen lang hohes Fieber, und Janik kümmert sich um ihn. Weil sie keine Arbeit finden, wird das Geld knapp. Janik nimmt Kontakt mit seiner Mutter auf und erfährt, dass Samuels Mutter sich einem Alkoholentzug unterzieht.
Nach Samuels Genesung versucht Janik erneut, seine Mutter am Telefon zu erreichen. Er erfährt, dass Irene, Samuels Mutter, bei einem Rückschlag im Alkoholentzug in ihrem Haus gestorben ist. Samuel reagiert auf diese Nachricht sehr gefasst. Janik reist alleine zurück nach Deutschland. Ob Samuel die Suche nach seinem Vater fortsetzt, ist ungewiss.

### Figuren

#### Janik
Janik ist ein Lehrersohn. Er muss sich keine Gedanken über seine finanzielle Lage machen und wächst in einem stabilen Umfeld auf. Janik hat sein Abitur erfolgreich abgeschlossen. Im Laufe seiner Entwicklung hinterfragt er die Lebensweise seiner Eltern, was oft zu Streitereien führt.
Seine Freizeit verbringt er gerne mit seinem Freund Samuel, den er seit Jahren kennt. Im Laufe der Geschichte lernt er Samuels Mutter Irene kennen.

#### Samuel
Samuel ist – im Gegensatz zu Janik – ein ordentlicher und  selbstbewusster Junge, der von seiner Mutter vernachlässigt wird. Stattdessen kümmern sich Janiks Eltern um ihn, die ihn oftmals bevorzugen. Das eigentliche Ziel für die gemeinsame Reise nach Istanbul ist für Samuel die Suche nach seinem Vater. Samuel wird von Janik um seine Unabhängigkeit beneidet.

#### Janiks Eltern
Seine Eltern sind Lehrer an einem Gymnasium, sie haben keine finanziellen Probleme. Beide haben hohe Ansprüche, wofür Janik sie kritisiert. Janik fühlt sich ihnen unterlegen. Trotz aller Probleme weiß Janik, dass er seine Eltern braucht und sie nur das Beste für ihn wollen.
Janiks Eltern kennen Samuels Situation und unterstützen ihn finanziell. Sie sehen in Samuel das „perfekte Kind“ mit einer schweren Kindheit. Janik ist eifersüchtig und rebelliert mit verschiedenen Mitteln, um die Aufmerksamkeit seiner Eltern zu bekommen.

#### Lina
Janiks Freundin Lina ist eine schlanke, hübsche junge Frau von 18 Jahren. Janik erzählt Lina nichts von der geplanten Reise nach Istanbul. Stattdessen beendet er ohne Begründung die Beziehung.

#### Irene
Samuels Mutter Irene ist Alkoholikerin. Durch das Nachdenken über ihre Vergangenheit erkennt sie die Gründe für ihr Handeln und ihre aktuelle Lebenssituation.
Irene wird von Janik als sehr attraktiv erlebt und hat letztlich Sex mit ihm. Als Samuel davon erfährt, führt das zu ständigen Streitereien zwischen den beiden.

#### Osman
Osman, Samuels Vater, war Irenes große Liebe. Auch aus beruflichen Gründen hat er Irene verlassen, bevor Samuel auf die Welt kam. Samuel weiß außer dem Namen, und dass er vermutlich Türke ist, nichts von seinem Vater. 

#### Bubu
Bubu ist ein obdachloser Freund Irenes, der sich von Diebstählen im Supermarkt ernährt. Seine Kunst zu überleben fasziniert Janik.

## Form
Ich-Erzähler der Geschichte ist Janik, der Leser sieht also die Personen und Ereignisse allein aus der Perspektive des Erzählers. 
Die Geschichte lässt sich grob in fünf Zeitabschnitte unterteilen, denen aber keine Gliederung des Buchs in Kapitel entspricht, da die Geschichte viele Zeitsprünge und Rückblenden hat und keiner Chronologie folgt. Die unterschiedlichen Handlungsstränge überlappen sich. Die erzählte Zeit bezieht sich auf
1. die Kindheit
2. die Zeit vor Janiks 20. Geburtstag
3. die Geschehnisse um Janiks Geburtstag
4. die Zeit nach dem Geburtstag
5. die Zeit in Istanbul

## Deutung des Romans
„Räuberhände“, Heinrichs Erstlingsroman, ist eine Coming-of-Age-Geschichte, d. h. eine Art des Entwicklungsromans, in dem er u. a. Bezug auf seine eigene Jugend in Cuxhaven nimmt. In dem Roman geht es um das Erwachsenwerden, die Distanzierung von den Eltern, um den Aufbruch aus einem als beengend empfundenen Milieu, die Suche nach dem „wirklichen Leben“, um die persönliche Entwicklung der Protagonisten. Ihre Freundschaft wird auf die Probe gestellt und beschädigt. Themen, die in dem Roman eine Rolle spielen, sind Heimat, Identität, Freundschaft, soziale Unterschiede, die Liebe und die Orientierung in der Gesellschaft.

## Rezeption

### Rezensionen
In einem Artikel der Zeit vom 13. Juni 2008 beschreibt Sebastian Reier die Schreibweise von Finn-Ole Heinrich als „etwas, was man wenigen jungen Schriftsteller heutzutage bescheinigen kann. Sie hat einen eigenen Ton.“ Ihre Leichtigkeit sei jedenfalls erfrischend. Heinrich begegne der Suche nach Identität mit „ungeheurem Einfühlungsvermögen“.
literaturkritik.de bezeichnet die Sprache von Heinrich als „optisch, haptisch, überhaupt sinnlich an den besten Stellen leuchtet sie hinter gelungenen Metaphern.“
Die Berlin Literaturkritik schreibt über den Roman „Räuberhände“: „Aber nochmals zurück zu seinem geschriebenen Werk: Es ist sowohl vom stilistischen, als auch vom dramatischen Aufbau her ein gelungener Coming-of-Age-Roman. – Und dann ist es doch schade, dass es „nur“ ein Coming-of-Age-Roman geworden ist, denn aus den angerissenen Themen Integration, sozialer Benachteiligung der Unterschicht, Alkoholmissbrauch und Erziehung ließe sich für einen Schriftsteller mehr machen zumal ließe sich mehr Gesellschaftskritik ausüben. Mit anderen Wörtern: dem Roman fehlt die offen politische Dimension!“

### Verfilmung
2018 war der Drehbeginn eines gleichnamigen Kinospielfilms, der im September 2021 in die deutschen Kinos kam. İlker Çatak führte Regie. Das Drehbuch stammte von Gabriele Simon und Finn-Ole Heinrich.

### Hörbuch
Das Hörbuch des Romans wird vom Autor selbst gelesen und ist mit einem Soundtrack von Jannis Wichmann und Ole Schmitt versehen.

### Theater
Eine Bearbeitung des Romans als Theaterstück durch Michael Müller wurde im Thalia-Theater in Hamburg, im Theater Hagen, im Theater Oberhausen und im Theater St. Gallen in der Schweiz aufgeführt.

## Ausgaben
- Räuberhände. Hamburg: mairisch 2007. ISBN 978-3-938539-08-8
- Räuberhände. München: btb 2010. ISBN 978-3-442-74125-0.
- Räuberhände. (Hörbuch) Hamburg: mairisch 2013. ISBN 978-3 938539-27-9
- Räuberhände. (Schulausgabe mit Annotationen), Stuttgart: Klett 2019. ISBN 978-3-12-666711-1